# Монетна реформа Октавіана Августа

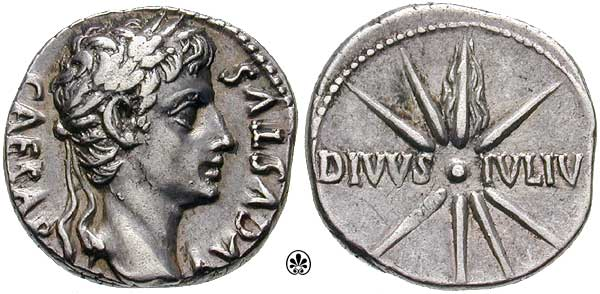
Монета, викарбувана Августом (бл. 19–18 рр. до н. е.); аверс: CAESAR AVGVSTVS, реверс: DIVVS IVLIV[S], комета Цезаря

Монетна реформа Октавіана — реформація грошової системи Октавіаном під час його правління (27—14 рр. до н. е.). Ця реформа створила систему срібно-золотого біметалізму паралельно з використанням монет виготовлених із неблагородних металів, котрі використовували для надання кредитів в Імперії.

## Передумови реформи
Ще на самому початку, коли Октавіан прийшов до влади, він стикнувся з величезним рядом проблем, однією з яких була необхідність в уніфікації грошової системи. Ця проблема була спричинена довготривалою кризою в Республіці та громадянськими війнами. У той час сенат повністю втратив контроль над емісією грошей, це спричинило наповнення держави монетами різних римських воєначальників. Така ситуація була неприйнятною для Республіки, тому Октавіан почав проводити монетну реформу.

## Реформа
Октавіан повністю перевів під власний контроль карбування всіх монет, що значно полегшило проведення реформи. Розпочалося масове виготовлення золотих монет — ауреусів. Ауреус важив приблизно четверть унції та був еквівалентний 25 денаріям. Була проведена реформа деномінації денарія. З одного фунта срібла виготовляли 84 денарії. Біметалеві монети називали квінаріями.
Октавіан встановив постійне виготовлення монет із неблагородних металів, які були призначенні лише для позик, на всій території Імперії, обіг цих монет повністю контролювався державою, вони були поширенні скрізь, окрім Риму, їх зазвичай виготовляли з орихалку та латуні. Також із цих металів виготовляли дупондій (латунь), ас, семіс і квадранс (мідь). Ці різновиди монет мали майже однакову масу, проте до карбування монет ставилися недбало.
Ще однією проблемою могла стати плутанина цих монет серед населення, проте її вирішили, надававши різний колір грошам із різних сплавів. Деякі монети були виведені з обігу: трієнс, секстанс і унція.
Загалом Август зберіг як республіканські грошові одиниці та їх співвідношення між собою. Одночасно при ньому ауреус став загальноімперською монетою, вартість якої визначалася не ринковою ціною золота, а була закріплена державою.
Співвідношення вартості металів було таким:
- золото до срібла — 1 до 12,5;
- срібло до латуні — 1 до 28;
- латунь до міді — 28 до 45.

## Наслідки реформи
Провівши реформу Октавіан зумів закласти біметалеву систему карбування, узяти її під повний контроль імператора та згодом відкрити власний монетний двір. Внутрішня вартість золотих та срібних монет залишалася номінальною. Після проведення реформи сестерцій став лічильною грошовою одиницею — це означало те, що всі великі суми визначали в монетах цього номіналу. Незважаючи на це, у грошовому обігу переважали ауреуси та денарії.
Загалом реформа не була революційною для Імперії, проте система, збудована Октавіаном, проіснувала майже два століття, допомогла розповсюджувати монети по всій державі та заохотити карбування власних монет у провінціях.